# Fateh-313
Fateh-313 ( persa: فاتح-313 </link> , "Conqueror-313"), un míssil balístic iranià de curt abast de combustible sòlid, va ser presentat el 21 d'agost de 2015. El míssil Fateh-313 és el model més nou de la família de míssils Fateh. És gairebé idèntic a la generació anterior, el Fateh-110, però utilitza un combustible i un cos nous composts. Aquests canvis van augmentar el rang fins a 500 km, des del Fateh-110's 300 km. El Ministeri de Defensa de l'Iran té previst produir en massa el míssil.

## Disseny

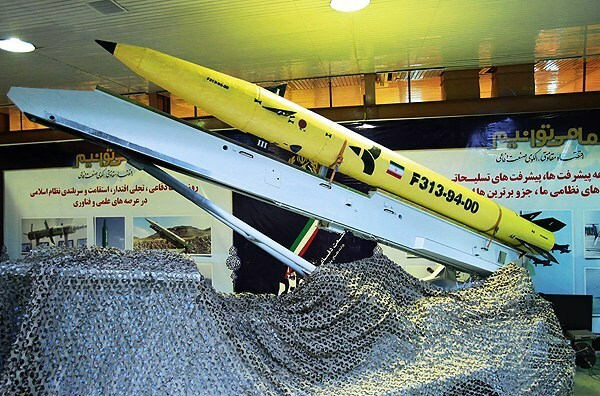
Mssil Fateh-313

El míssil Fateh-313 fa 8756 mm de llargada i 612 mm de diàmetre. Té un pes total de 3245 kg dels quals 380 kg és l'ogiva, cosa que li dona una autonomia màxima de 500 km.